# Dane Erikstrup
Dane Thomas Erikstrup (* 3. April 2003 in Clovis (Kalifornien)) ist ein dänisch-US-amerikanischer Basketballspieler.

## Werdegang
Erikstrup spielte als Jugendlicher Basketball an der Beaverton High School in Beaverton (US-Bundesstaat Oregon), dann an der AZ Compass Prep School in Chandler (Bundesstaat Arizona) sowie hernach erneut an der Beaverton High School. Im Spieljahr 2021/22 erzielte er für die Mannschaft der California State Polytechnic University, Pomona im Mittel 11,6 Punkte sowie 5,2 Rebounds je Begegnung. Danach wechselte er von der zweiten in die erste NCAA-Division, als er sich der Eastern Washington University anschloss.
Im April 2024 wurde er von der Washington State University als Neuzugang vermeldet.

### Nationalmannschaft
Erikstrup war dänischer Jugendnationalspieler, im Juli 2023 bestritt er sein erstes A-Länderspiel für Dänemark.